# Paul Pascoe
Arnold Paul Pascoe (né le 26 septembre 1908 à Christchurch – mort le 11 septembre 1976 à Springfield) est un architecte néo-zélandais.